# Virgin Drinks
Virgin Drinks är ett dotterbolag till Virgin Group som ägs av Richard Branson. Bolaget marknadsför läsk, bland annat Virgin Cola och alkoholdrycker som Virgin Vodka.
Företaget har tidigare också försökt marknadsföra ett urval av energidrycker. Dessa drycker som fanns tillgängliga i tre olika smaker (bland annat citron och lime) marknadsfördes under dagtid som Virgin DT och nattetid som Virgin NT, en blanddryck med tillsats av vodka.